# Virtuelles Laufwerk
Als virtuelles Laufwerk bezeichnet man die funktionelle Nachbildung (Emulation) eines Laufwerks inklusive eines Datenträgers bzw. Wechselmediums. In den meisten Fällen handelt es sich um die Emulation eines CD- und/oder DVD-Laufwerks. Auch Disketten-Laufwerke oder andere Wechseldatenträger können emuliert werden. Virtuelle Laufwerke existieren zwar nicht als Hardware, werden aber aus Benutzersicht genauso angesprochen und funktionieren analog zu physischen Laufwerken.
Im Folgenden wird vor allem auf den hauptsächlichen Anwendungsfall eines virtuellen CD- oder DVD-Laufwerks eingegangen; vieles lässt sich aber analog auf andere Speichertypen übertragen.

## Grundsätzliches
Ein virtuelles Laufwerk ist ein reiner Softwarekomplex, der die ursprüngliche Hardware (Laufwerk samt CD/-DVD) überflüssig macht: Die Daten befinden sich nach einem – grundsätzlich erforderlichen – Installationsvorgang und der Erstellung einer 1:1-Kopie der Daten-CD auf der Festplatte des Computers; sie können über ein Netzwerk aber auch mehreren Rechnern zugänglich gemacht werden. Prinzipiell kann der Inhalt jeder CD oder DVD in Form eines virtuellen Laufwerkes zugänglich gemacht werden; das geschieht aber nicht so leicht und schnell wie das Einlegen eines anderen Datenträgers in die Laufwerksschublade.

## Zugriff auf Dateiabbilder
Das Dateiabbild einer CD oder DVD wird in einer speziellen Form – meist als sogenannte ISO-Datei – auf eine Festplatte übertragen (aufgrund der Andersartigkeit der Datenverwaltung einer Festplatte handelt es sich im strengen Sinn nicht um eine einfache Kopie). Die Dateien eines virtuellen Laufwerks sind auch für kein übliches Dateiverwaltungsprogramm (z. B. der „Explorer“ unter Windows oder der „Konqueror“ unter Linux) lesbar; das ist nur durch spezielle Programme möglich (siehe unten). Nach der Installation jedoch ist der Zugriff über die Partitionsbezeichnung (Laufwerksbuchstabe oder Volumenname) möglich, und für den Benutzer besteht in formaler Hinsicht kein Unterschied mehr zur Verwendung der ursprünglichen Daten auf CD oder DVD.
Programme, die unter Windows ein virtuelles (CD/DVD-)Laufwerk zur Verfügung stellen sind z. B.:
- Alcohol 120%
- DAEMON Tools
- Nero Burning ROM
- SlySoft Virtual CloneDrive
- Virtual CD
- WinCDEmu

Unter Linux bietet sich CDemu an. ISO-Abbilder können hier jedoch auch ohne zusätzliche Programme per „loop device“ eingehängt werden, hierzu kann (mit den nötigen Zugriffsrechten) beispielsweise dieser Befehl verwendet werden:
```
mkdir -p /mnt/iso && mount -t iso9660 -o loop=/dev/loop0 /test.iso /mnt/iso
```

In manchen Distributionen (beispielsweise Debian) genügt es, nur die Option -o loop einzugeben.

## Vor- und Nachteile
Der Vorteil einer Datenspeicherung auf einer Festplatte besteht grundsätzlich im Erreichen deutlich kürzerer Zugriffszeiten. (Das Lesen magnetisch abgelegter Daten von einer Festplatte erfolgt durch deren Laufwerksmechanik – namentlich dem Schreib-/Lesekopf – ungleich schneller: Eine Datenspur anzufahren dauert gewöhnlich weniger als 10 Millisekunden. Dagegen bedingt die völlig andere Kopfmechanik eines optischen Laufwerkes – auch schon wegen ihrer größeren Masse – eine vielfach größere Trägheit beim Hin- und Herbewegen des Laser- und Linsensystems.)
Daraus ergibt sich ein weiterer Vorteil für virtuelle Laufwerke bei akkubetriebenen Notebook-Computern: Da die optischen CD- und DVD-Laufwerke im Vergleich zur magnetischen Datenspeicherung auf Festplatten auch einen deutlich höheren Stromverbrauch aufweisen, trägt ein virtuelles Laufwerk dazu bei, die oftmals sowieso schon knappe Akkulaufzeit entsprechend zu erhöhen.
Der Nachteil eines virtuellen (CD- oder DVD-)Laufwerks besteht im Wesentlichen darin, dass entsprechend Speicherplatz verlorengeht, da der komplette Inhalt einer CD oder DVD, z. B. in Form einer ISO-Datei, auf die Festplatte kopiert werden muss. Auch Konflikte mit anderen Treibern können auftreten, was dazu führt, dass das reale Laufwerk nicht mehr richtig arbeitet (z. B. beim Brennen).

## Abgrenzung: virtuelle und logische Laufwerke
Zwar ist es auch möglich, mehrere physische Festplatten zu einem Verbund zusammenzufassen, der dann wie eine einzige Speichereinheit angesprochen werden kann, jedoch wird ein solcher Festplattenverbund nur selten als virtuelles Laufwerk bezeichnet – dafür hat sich weitgehend die Bezeichnung logisches Laufwerk durchgesetzt. Physische Festplatten und ihre einzelnen Partitionen können zwar in unterschiedlicher Weise logisch miteinander verbunden werden (z. B. auch zu sog. RAID-Systemen), sie gelten aber nicht im eigentlichen Sinne als „virtuelles“ Laufwerk, auch wenn sie von außen durch den Benutzer in gleicher Weise angesprochen werden.